# Wasilij Radłow
Wasilij Radłow, właśc. Wilhelm Radloff (ros. Васи́лий Васи́льевич Ра́длов, ur. 17 stycznia 1837 w Berlinie, zm. 12 maja 1918 w Petersburgu) – rosyjski turkolog, archeolog i etnograf niemieckiego pochodzenia.

## Życiorys
Był synem komisarza berlińskiej policji. Po ukończeniu gimnazjum w Berlinie studiował religioznawstwo na Uniwersytecie Berlińskim, później zajął się zagadnieniami filozofii i języków i podjął studia lingwistyczne w Halle, następnie studiował język turecki w Petersburgu. Od maja 1854 do 1871 nauczał języka niemieckiego i łaciny w Akademii Górniczej w Barnaule; wówczas zaczął odbywać podróże badawcze po Syberii i Azji Środkowej, badając etnografię, folklor, kulturę, starożytne teksty i języki ludów tureckich tych rejonów. Materiały o folklorze zebrał w 10-tomowej pracy Proben der Volkslitteratur der türkischen Stämme wydawanej w latach 1866–1907. Był jednym z twórców turkologii. W latach 1872–1883 był inspektorem muzułmańskich szkół tatarskich, baszkirskich i kazachskich w Kazaniu i Ufie, po powrocie do Petersburga w 1884 opublikował pracę Aus Sibirien o rozwoju kulturowym syberyjskich ludów tureckich, 1884–1907 odbywał kolejne podróże badawcze i kierował kilkoma ekspedycjami Rosyjskiej Akademii Nauk. W latach 1891–1910 tłumaczył długi średniowieczny poemat ujgurski Kudatku Bilik, jednocześnie 1893–1911 napisał słownik porównawczy języków tureckich. W 1884 został członkiem Petersburskiej Akademii Nauk, 1885–1890 dyrektorem Muzeum Azjatyckiego, a od 1894 Muzeum Antropologii i Etnografii tej akademii (przyczynił się do rozwoju tego muzeum). Wniósł wielki wkład w rozwój wiedzy o syberyjskich i środkowoazjatyckich ludach tureckich. Został pochowany na cmentarzu ewangelickim w Petersburgu.